# Maria Dolors Esquerra Roig
Maria Dolors Esquerra Roig (Barcelona, 7 de juny de 1964) és una exjugadora de bàsquet catalana.
Aler, es formà a la Unió Esportiva Horta. L'estiu de 1984 fitxà pel Picadero Comansi, tanmateix degut al trasllat del club a El Masnou, jugà al Club Bàsquet l'Hospitalet i debutà a la Primera Divisió la temporada 1984-85. Després de la dissolució de la secció per problemes econòmics, competí amb la Unió Esportiva Mataró (1986-87), Natural Cusí (1987-88) i Club de Bàsquet Cantaires (1988-89), amb el qual guanyà el doblet de Lliga i Copa de la Reina. Posteriorment, jugà al Club Esportiu Hispano Francès entre 1989 i 1995, on acabà retirant-se.